# Xã Maple Grove, Quận Crow Wing, Minnesota
Xã Maple Grove (tiếng Anh: Maple Grove Township) là một xã thuộc quận Crow Wing, tiểu bang Minnesota, Hoa Kỳ. Năm 2010, dân số của xã này là 774 người.